# グリムスヴォトン
グリムスヴォトン（アイスランド語: Grímsvötn、アイスランド語発音: ['kriːmsvœʰtn̥]、「怒れる湖」の意）は、アイスランドにある湖である。氷河に覆われた火口において、氷が溶けて水となっているために形成されており、この火口も同名で呼ばれる。

## 概要
湖の位置は、北緯64度25分 西経17度20分で、山頂は海抜1,725 mである。
ヴァトナヨークトル氷河の氷冠の北西側のアイスランド中央高地にあり、氷河におおわれている。その下にグリムスヴォトン火山のマグマだまりがある。火山の大部分が氷の下にあるために、噴火のほとんどは氷底噴火である。
グリムスヴォトンには南西から北東に向かう亀裂があり、1783年-1784年には気候に大規模な影響を与えたラキ火山の亀裂からの噴火があり、同じ亀裂の一部であった。グリムスヴォトンは1783年にラキ火山と同時に噴火しているが、1785年まで噴火を続けた。
2011年にも大きな噴火があり、その前年にはハーモニック微動 (Harmonic tremor) が観測された。

## 氷河湖決壊洪水

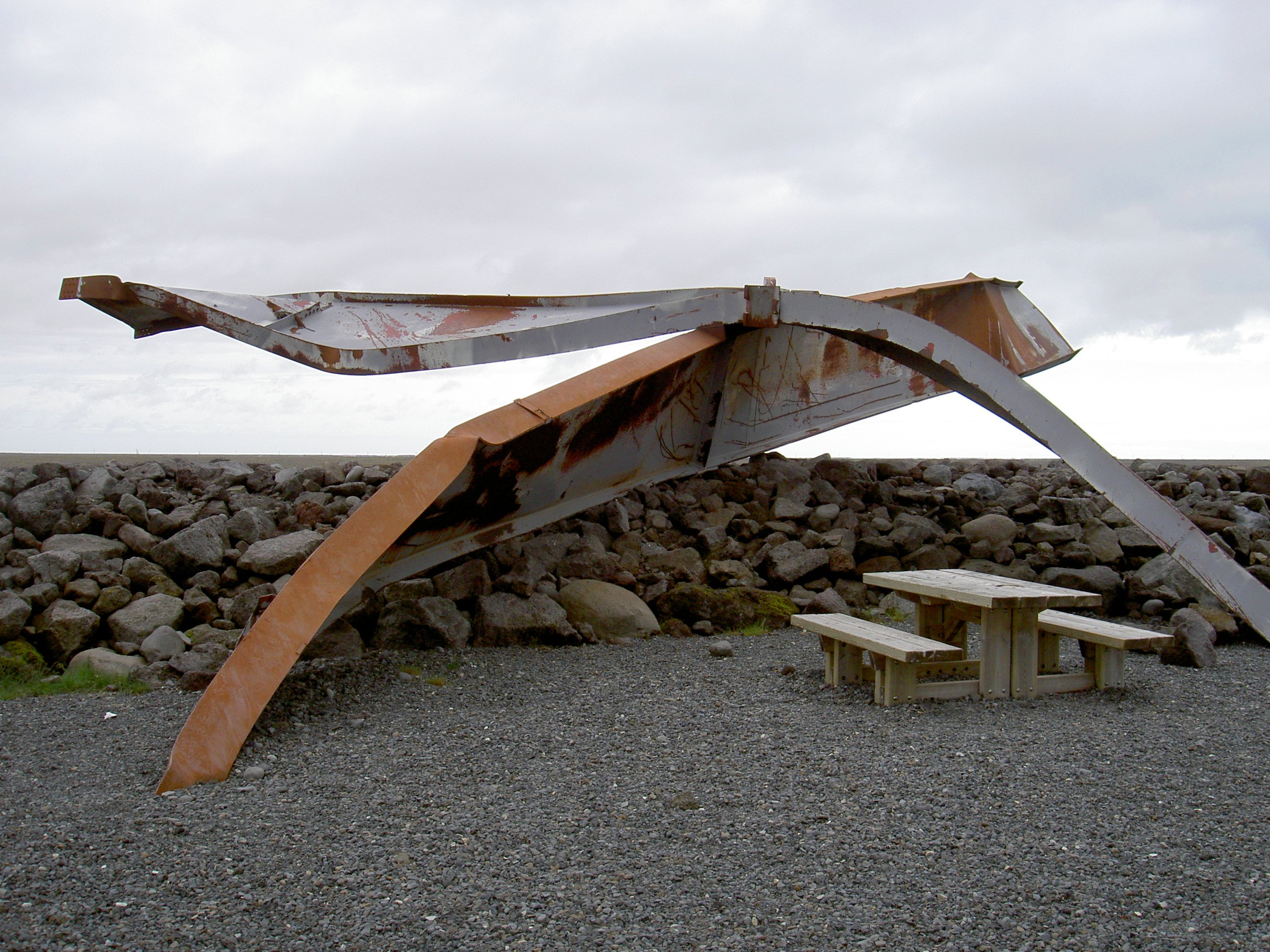
スカフタフェットル国立公園に残る、1996年のヨークルフロイプにより破壊された橋の残骸

氷底噴火はヨークルフロイプ（アイスランド語: Jökulhlaup - 氷河湖決壊洪水の一種）に定期的に発展する。火口からの熱はそこを覆う氷を融かし、カルデラに水が貯まる。更に熱が加われば、水量が増加するとともに気化が始まり、氷河の下で高圧が発生する。その状況で噴火が始まると、噴火に加えて水蒸気の圧力より氷河が大規模に決壊し、溶岩、岩石に加えて大量の氷塊と水が下方に向かって落ちていくことになり、都市インフラなどがあれば大きな被害を受ける可能性がある。そのために、グリムスヴォトンのカルデラの様子は地質学者らにより非常に注意深く監視されている。
1996年10月2日〜13日、近隣の氷底火山ギャルプの噴火により、グリムスヴォトンに莫大な量の水が貯えられた。続いて11月5日に決壊、このヨークルフロイプは2日間続いた。しかし、噴火が始まった時点で国道1号線（リングロード）が封鎖され、噴火の終息後もヨークルフロイプを警戒して封鎖が継続されたため、最大流量45,000 m3/s の洪水とともに10m 級の氷塊がいくつもスケイザルアゥ川流域を流れ下った際にも、道路や橋に被害は出たが怪我人は出なかった。11月6日には Bárðarbunga でも小規模な火山活動が観測されている。
1996年の噴火では、総量3立方km（30億t）の大洪水となった。

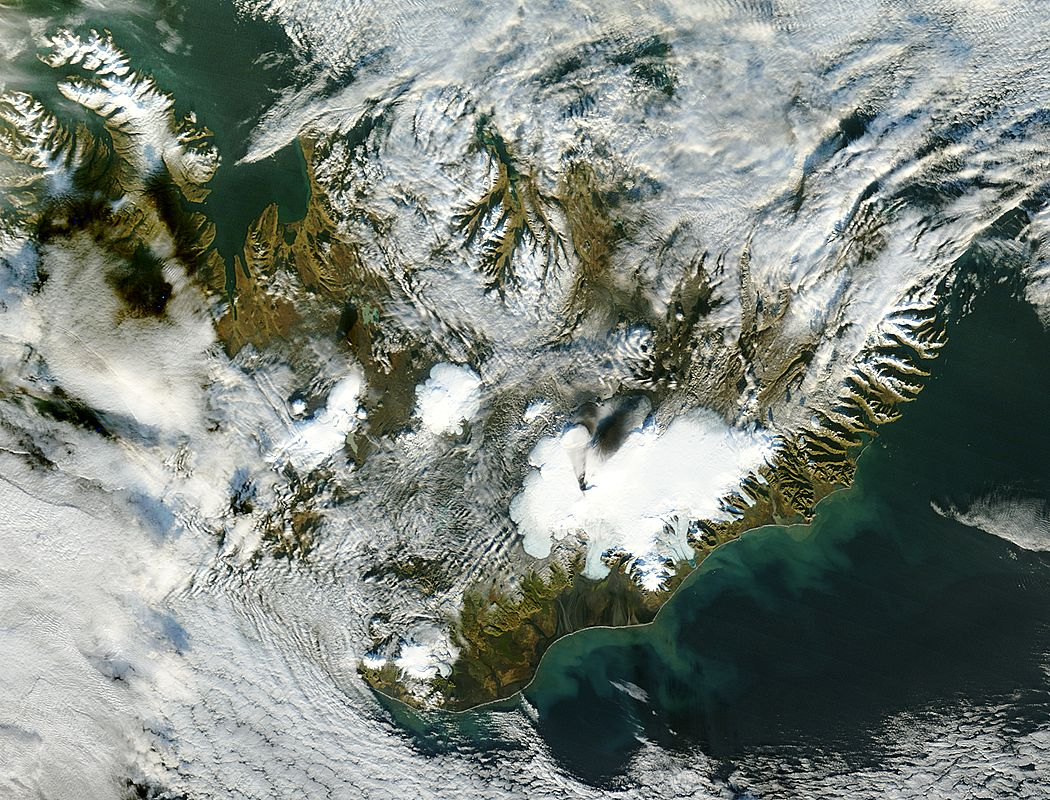
ヴァトナヨークトル氷冠を横切る火山灰（2004年11月7日）

## 1998年と2004年の噴火
一週間におよぶ噴火が1998年12月28日に起きたが、ヨークルフロイプは起きなかった。2004年11月にも噴火が約一週間続き、この噴火による火山灰は遠くヨーロッパ本土に降り、短期間アイスランドへの航空便が欠航する原因となったが、このときもヨークルフロイプは発生しなかった。

## 2011年の噴火
2010年10月2日と3日にグリムスヴォトン付近でハーモニック微動 (Harmonic tremor) が2度記録され、同時にGPSにより火山の下のマグマ運動を示す突然の増加が観測されたことから、大規模な噴火が近いことが予想された。その1ヶ月後の2010年11月1日には、ヴァトナヨークトルから溶けた水がグリムスヴォトンに流れ込んだことから、氷底噴火および氷河湖決壊洪水の可能性が懸念された。2011年5月21日19時25分（UTC）、多数の地震を伴いながら高さ12 kmに及ぶ噴煙柱と共に噴火が始まった。その後、噴煙は20 kmの高さにまでのぼった。この噴火は2004年の噴火の10倍以上であり、ここ100年間でのグリムスヴォトン最大の噴火である。
火山灰は早ければ24日にイギリス・スコットランド、26日にはフランスやスペインに到達すると予想されたが、アイスランド以外では航空便に影響は出ていない。

### 写真

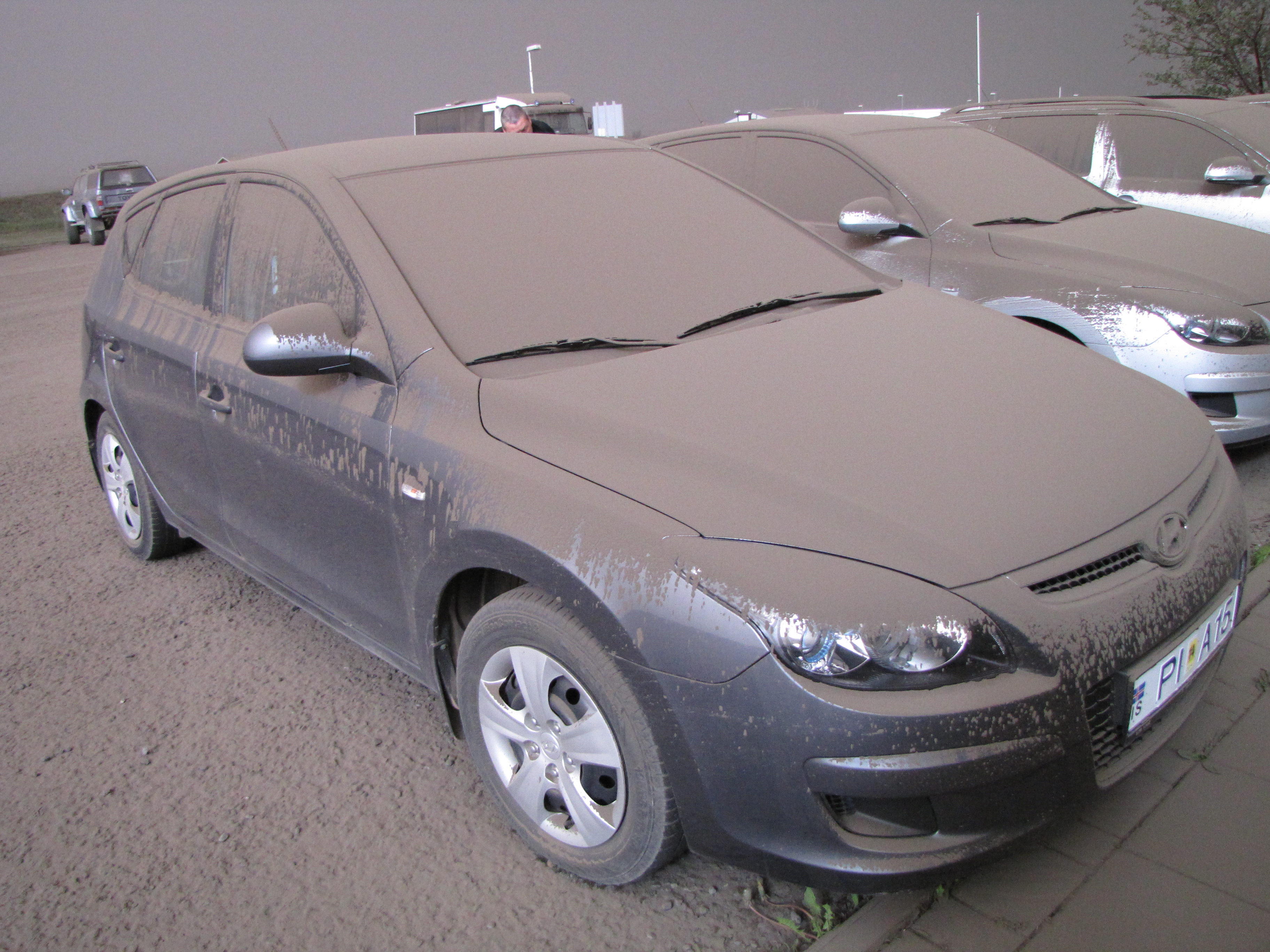
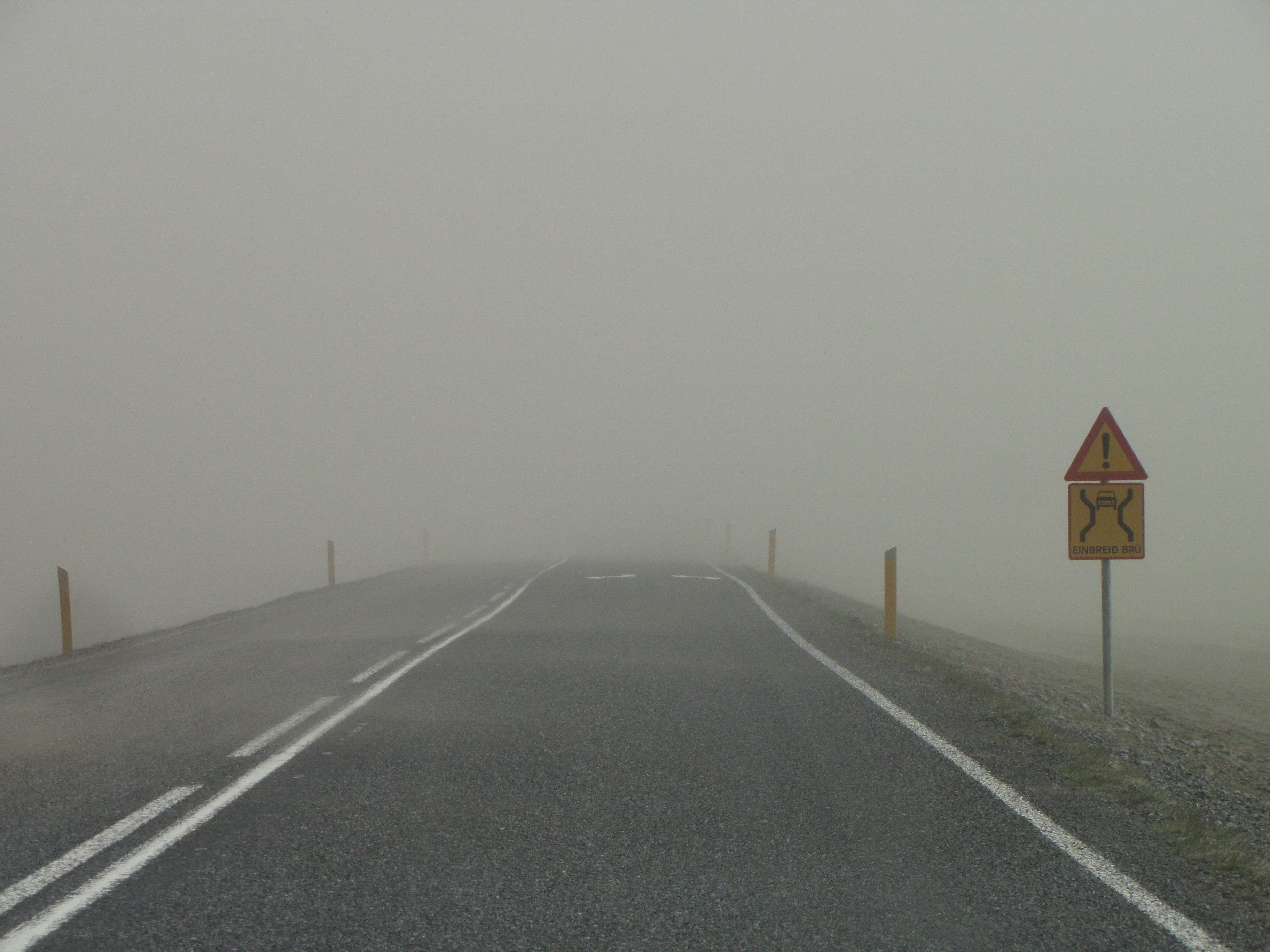
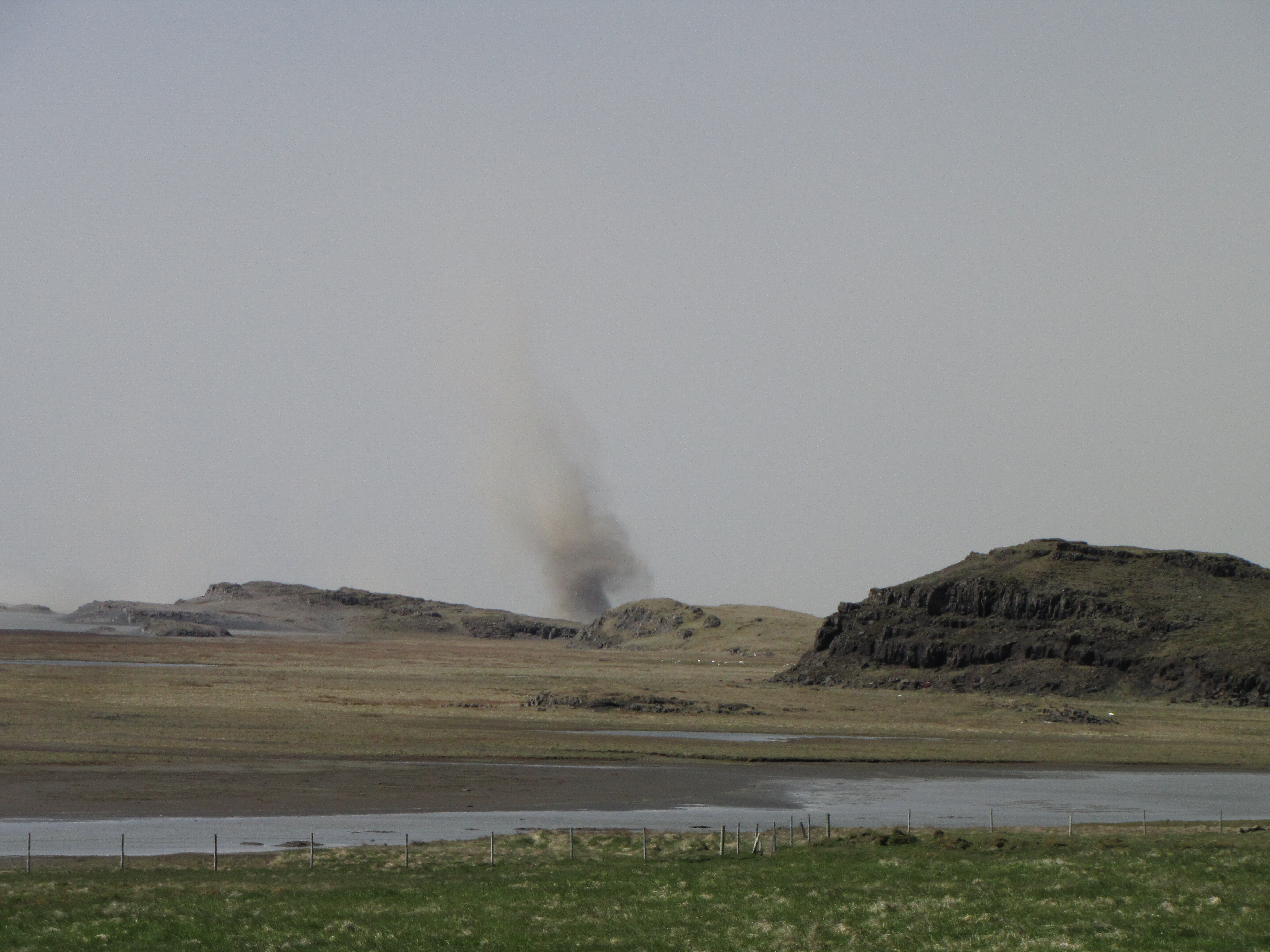

### エイヤフィヤトラヨークトル噴火との比較
エイヤフィヤトラヨークトルの噴火はヨーロッパの航空路を閉鎖に追い込み、数十億ユーロの影響を与えた。今回の噴火は更に大きかったが、これまでのところケプラヴィーク国際空港（アイスランド）が閉鎖されているのにとどまっている。飛行に対する影響における違いは、3つの要因（噴火によりできた灰、灰を吹き流す天候、灰に飛び込む飛行機に関する新規則）にある。
1. 粒子の細かい火山灰は、大きなものよりも降下に時間がかかり、それだけ長い時間空中に留まるため、噴出された火山灰のうち細かいものがどの程度の割合であるかが重要である。その割合は溶岩の組成と、溶岩が水に接触したかどうか（たとえば氷河での噴火など）に大きく依存する。エイヤフィヤトラヨークトルでの噴火の場合、溶岩は粘性が高く、ガスを多く含んでおり多孔性であったため、生成された火山灰の90%以上が直径1mm未満の細かい粒子であった。一方、氷河の下から溶岩が噴出する場合、爆発を伴うことが多い。そして溶岩と水の接触がなくなったあとも爆発的な状態が継続することがある。グリムスヴォトンの場合、溶岩は爆発的に噴火することの少ない玄武岩だが、氷河が溶けた水との接触により爆発的になっており、溶岩塊が速やかに分裂することが少なく、つまり細かい粒子の火山灰の割合は低い。
2. エイヤフィヤトラヨークトルの噴火では北大西洋からの強い風が火山灰をヨーロッパ大陸へと運んだ。グリムスヴォトンの場合、爆発的噴火のあった2011年5月22日には風により大西洋北部に大量の火山灰が流された。翌日23日までに流された火山灰の量の計算値を図示したものが英国気象庁により発表されている[23]。
3. エイヤフィヤトラヨークトル噴火の前には、航空機は火山灰をすべて避けるよう規定されていた。現在は火山灰の量によって飛行可能な区域が規制される。そのためより弊害の少ない、効率的な規制が行われるようになっている。

## 氷底湖の細菌
2004年夏、グリムスヴォトンで氷河の下から採取された水の中にバクテリアが発見された。これは氷底湖でバクテリアが発見された初の例である。この氷底湖は火山に近いため、地熱により年間を通じて全体が凍結することがない。発見されたバクテリアは、酸素濃度が低くても生存できるものであった。これらの生育条件は、火山活動や氷河の痕跡が見られる火星の地表と似ていると発見者らは考えており、火星での生命の探索に寄与できるかもしれない、としている。